# Guayota

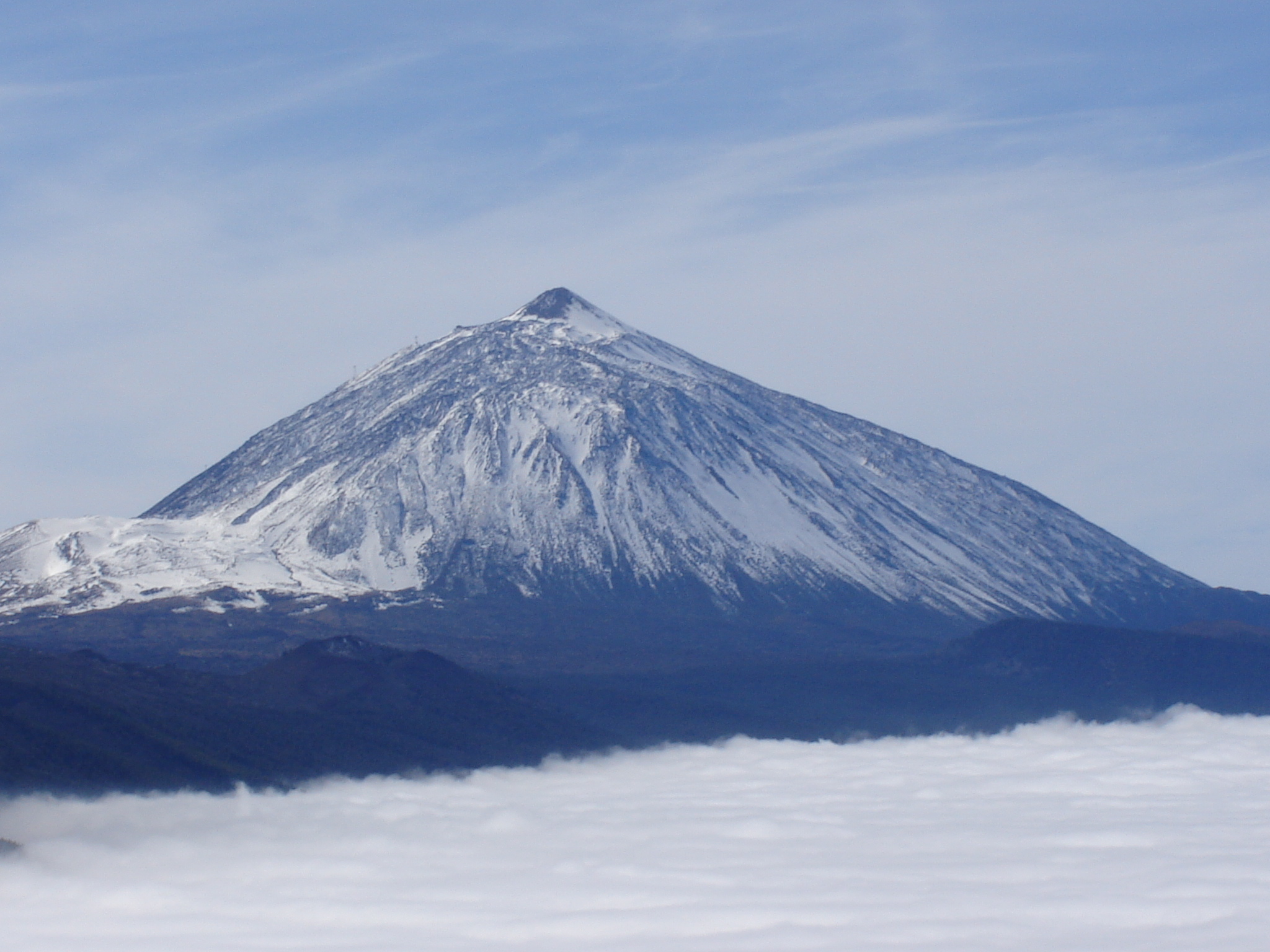
Teide (Tenerife).

Guayota è una divinità Guanci degli abitanti dell'isola Tenerife (Isole Canarie). Era una divinità maligna che viveva all'interno del vulcano Teide.

## Storia
Il nome "Teide" deriva dalla parola Echeyde (inferno), infatti i Guanci (l'antica popolazione dell'isola) ritenevano che in questo monte fosse situato l'aldilà. Secondo la loro credenza qui viveva Guayota, la divinità del male. Secondo la leggenda, Guayota rapì il dio Magec (dio della luce e del sole), e lo portò con sé all'interno della montagna; i Guanci chiesero la clemenza di Achamán, il dio Supremo, che riuscì a sottrarre Magec a Guayota e coprire l'entrata del vulcano. La divinità era in questo modo confinata all'interno del vulcano.

## Letteratura
Nel libro The evil among us, scritto nel 2015, si racconta, appunto, di questa divinità.